# Anđelka
Anđelka est un prénom féminin slaves surtout présent dans la région serbe et pouvant désigner :

## Prénom
- Anđelka Atanasković (en) (née en 1958), femme politique serbe
- Anđelka Bego-Šimunić (en) (née en 1941), compositeur bosnien
- Anđelka Martić (en) (1924-2020), écrivaine et traductrice croate
- Anđelka Pavić (sh) (née en 1954), écrivaine et poète croate
- Anđelka Prpić (sh) (née en 1984), actrice et présentatrice de télévision serbe
- Anđelka Slijepčević (sr) (1931-2010), créatrice de mode yougoslave
- Anđelka Tomašević (en) (née en 1993), mannequin serbe